# Club 41
Club 41 was een Vlaamse televisiezender, die te bereiken was via kanaal 41 van Life!tv.
De uitzendingen liepen elke dag van 22.30 uur tot 6 uur. In deze tussentijd werden enkele soft-erotische films vertoond, die werden aaneengepraat door Betty Owczarek.

## Geschiedenis
Club 41 is onderdeel van de mediagroep Think Media. De zender werd bedacht en opgericht door Gert Van Mol, bestuursvoorzitter van Life!tv Broadcasting Company, en ging van start op 14 februari 2013, Valentijnsdag. Club 41 is de eerste erotische tv-zender in de Benelux die vrij te bekijken is op televisie en internet. In Vlaanderen wordt Club 41 gedistribueerd op het digitale tv-platform van Telenet. De zender zorgde in korte tijd voor een grote toename aan kijkers. Voor de komst van Club 41 had het Life!tv-kanaal slechts 30.000 kijkers per dag, na de komst van Club 41 piekte het kijkersaantal op 280.000 kijkers per dag om te stabiliseren op 190.000 kijkers per dag. De start van Club 41 als erotisch tv-kanaal zorgde in Vlaanderen voor grote persbelangstelling. De Vlaamse Regulator voor de Media tikte Club 41 op 22 april 2013 op de vingers omdat de aankondigingen van presentatrice Betty Owczarek niet binnen een reclameblok werden uitgezonden. In oktober 2013 werd zij vervangen door Barbara Gandolfi.